# Viam agnoscere veritatis (1248)
Viam agnoscere veritatis foi uma carta escrita pelo papa Inocêncio IV (r. 1243–1254) aos mongóis em 22 de novembro de 1248 e foi a resposta a uma mensagem do comandante mongol Baiju. Foi provavelmente transmitida através dos enviados mongóis Aibegue e Sergis. De acordo com o historiador Denis Sinor, a carta "afirmava que Inocêncio IV agiu por dever de deixar a verdadeira religião ser conhecida pelos mongóis, e que lamentou a perseverança dos mongóis em seus erros e os convenceu a cessar suas ameaças."
| “ | Melhor que você se humilhe diante de [Cristo], face a face, e reconheça sua grande tolerância, que por tanto tempo suportou suas ações destrutivas: que ao esperar obedientemente, pode ser convertido dos erros à verdade, e ser capaz de temer Ele, para que não o tenha provocado por muito tempo, venha ameaçá-lo com o açoite da sua ira, já que não reconhece a sua onipotência. | ” |
|   | — Excerto da carta. |   |